# Circonscription d'Angleterre du Sud-Ouest
Angleterre du Sud-Ouest (cornique : Dychow-houlsedhas Pou an Zouzn), parfois connu sous le nom de Angleterre du Sud-Ouest et Gibraltar, est une circonscription du Parlement européen. Elle disparaît en 2020 à la suite du retrait du Royaume-Uni de l'Union européenne (Brexit).

## Frontière
La circonscription correspond à l'Angleterre du Sud-Ouest région du Royaume-Uni, qui comprend les comtés de Bristol, Cornouailles, Devon, Dorset, Gloucestershire, Somerset est Wiltshire. Il comprend également depuis 2004 le Territoire britannique d'outre-mer de Gibraltar.

## Histoire
Il a été formé à la suite de la European Parliamentary Elections Act 1999, le remplacement d'un certain nombre de circonscriptions uninominales. C'étaient Bristol, Cornwall and West Plymouth, Devon and East Plymouth, Dorset and East Devon, Somerset and North Devon, Wiltshire North and Bath et certaines parties des Cotswolds.
Avant les élections de 2004, il a été élargi pour inclure Gibraltar. C'était le résultat d'une affaire de 1999 de la Cour européenne des droits de l'homme, qui soutenait que Gibraltar devrait avoir le droit de voter aux élections européennes. L'Espagne a déposé une plainte concernant la participation de Gibraltar aux élections européennes auprès de la Cour européenne de justice, mais leur affaire n'a pas abouti.
Le nombre de sièges a été réduit de sept à six pour les élections de 2009.
Depuis 2004 la circonscriptions'appelle Angleterre du Sud-Ouest et Gibraltar.
| MEPs pour les anciens circonscriptions du Sud Ouest de l'Angleterre, 1979 – 1999                | MEPs pour les anciens circonscriptions du Sud Ouest de l'Angleterre, 1979 – 1999 | MEPs pour les anciens circonscriptions du Sud Ouest de l'Angleterre, 1979 – 1999 | MEPs pour les anciens circonscriptions du Sud Ouest de l'Angleterre, 1979 – 1999 | MEPs pour les anciens circonscriptions du Sud Ouest de l'Angleterre, 1979 – 1999 | MEPs pour les anciens circonscriptions du Sud Ouest de l'Angleterre, 1979 – 1999 | MEPs pour les anciens circonscriptions du Sud Ouest de l'Angleterre, 1979 – 1999 | MEPs pour les anciens circonscriptions du Sud Ouest de l'Angleterre, 1979 – 1999 | MEPs pour les anciens circonscriptions du Sud Ouest de l'Angleterre, 1979 – 1999 | MEPs pour les anciens circonscriptions du Sud Ouest de l'Angleterre, 1979 – 1999 |
| Élection                                                                                        |                                                                                  | 1979 – 1984                                                                      |                                                                                  | 1984 – 1989                                                                      |                                                                                  | 1989 – 1994                                                                      |                                                                                  | 1994 – 1999                                                                      |                                                                                  |
| ----------------------------------------------------------------------------------------------- | -------------------------------------------------------------------------------- | -------------------------------------------------------------------------------- | -------------------------------------------------------------------------------- | -------------------------------------------------------------------------------- | -------------------------------------------------------------------------------- | -------------------------------------------------------------------------------- | -------------------------------------------------------------------------------- | -------------------------------------------------------------------------------- | -------------------------------------------------------------------------------- |
| Bristol                                                                                         |                                                                                  | Richard Cottrell Conservateur                                                    | Richard Cottrell Conservateur                                                    | Richard Cottrell Conservateur                                                    |                                                                                  | Ian White Travailiste                                                            | Ian White Travailiste                                                            | Ian White Travailiste                                                            |                                                                                  |
| Cornwall and Plymouth (1979–1994) Cornwall and West Plymouth (1994–1999)                        |                                                                                  | David Harris Conservateur                                                        |                                                                                  | Christopher Beazley Conservateur                                                 | Christopher Beazley Conservateur                                                 | Christopher Beazley Conservateur                                                 |                                                                                  | Robin Teverson Libéral Démocrate                                                 |                                                                                  |
| Cotswolds                                                                                       |                                                                                  | Lord Plumb Conservateur                                                          | Lord Plumb Conservateur                                                          | Lord Plumb Conservateur                                                          | Lord Plumb Conservateur                                                          | Lord Plumb Conservateur                                                          | Lord Plumb Conservateur                                                          | Lord Plumb Conservateur                                                          |                                                                                  |
| Devon (1979–1994) Devon and East Plymouth (1994–1999)                                           |                                                                                  | Lord O'Hagan Conservateur                                                        | Lord O'Hagan Conservateur                                                        | Lord O'Hagan Conservateur                                                        | Lord O'Hagan Conservateur                                                        | Lord O'Hagan Conservateur                                                        |                                                                                  | Giles Chichester Conservateur                                                    |                                                                                  |
| Somerset (1979–1984) Somerset and Dorset West (1984–1994) Somerset and North Devon (1994–1999)  |                                                                                  | Frederick Warner Conservateur                                                    |                                                                                  | Margaret Daly Conservateur                                                       | Margaret Daly Conservateur                                                       | Margaret Daly Conservateur                                                       |                                                                                  | Graham Watson Libéral Démocrate                                                  |                                                                                  |
| Upper Thames (1979–1984) Wiltshire (1984–1994) Wiltshire North and Bath (1994–1999)             |                                                                                  | Robert Jackson Conservateur                                                      |                                                                                  | Caroline Jackson Conservateur                                                    | Caroline Jackson Conservateur                                                    | Caroline Jackson Conservateur                                                    | Caroline Jackson Conservateur                                                    | Caroline Jackson Conservateur                                                    |                                                                                  |
| Wessex (1979–1984) Dorset East and Hampshire West (1984–1994) Dorset and East Devon (1994–1999) |                                                                                  | James Spicer Conservateur                                                        |                                                                                  | Bryan Cassidy Conservateur                                                       | Bryan Cassidy Conservateur                                                       | Bryan Cassidy Conservateur                                                       | Bryan Cassidy Conservateur                                                       | Bryan Cassidy Conservateur                                                       |                                                                                  |

## Nouveaux membres
| MEPs pour l'Angleterre du Sud-Ouest, à partir de 1999 | MEPs pour l'Angleterre du Sud-Ouest, à partir de 1999 | MEPs pour l'Angleterre du Sud-Ouest, à partir de 1999 | MEPs pour l'Angleterre du Sud-Ouest, à partir de 1999 | MEPs pour l'Angleterre du Sud-Ouest, à partir de 1999 | MEPs pour l'Angleterre du Sud-Ouest, à partir de 1999 | MEPs pour l'Angleterre du Sud-Ouest, à partir de 1999 | MEPs pour l'Angleterre du Sud-Ouest, à partir de 1999 | MEPs pour l'Angleterre du Sud-Ouest, à partir de 1999 | MEPs pour l'Angleterre du Sud-Ouest, à partir de 1999 | MEPs pour l'Angleterre du Sud-Ouest, à partir de 1999                             | MEPs pour l'Angleterre du Sud-Ouest, à partir de 1999                             | MEPs pour l'Angleterre du Sud-Ouest, à partir de 1999                             | MEPs pour l'Angleterre du Sud-Ouest, à partir de 1999 | MEPs pour l'Angleterre du Sud-Ouest, à partir de 1999 | MEPs pour l'Angleterre du Sud-Ouest, à partir de 1999 |
| ----------------------------------------------------- | ----------------------------------------------------- | ----------------------------------------------------- | ----------------------------------------------------- | ----------------------------------------------------- | ----------------------------------------------------- | ----------------------------------------------------- | ----------------------------------------------------- | ----------------------------------------------------- | ----------------------------------------------------- | --------------------------------------------------------------------------------- | --------------------------------------------------------------------------------- | --------------------------------------------------------------------------------- | ----------------------------------------------------- | ----------------------------------------------------- | ----------------------------------------------------- |
| Élection                                              |                                                       | 1999 (5e parlement)                                   | 1999 (5e parlement)                                   | 1999 (5e parlement)                                   |                                                       | 2004 (6e parlement)                                   | 2004 (6e parlement)                                   | 2004 (6e parlement)                                   |                                                       | 2009 (7e parlement)                                                               |                                                                                   | 2014 (8e parlement)                                                               |                                                       | 2019 (9e parlement)                                   |                                                       |
| MEP Parti                                             |                                                       | Michael Holmes UKIP (1999–2000) Indépendant (2000–02) |                                                       | Graham Booth UKIP                                     | Graham Booth UKIP                                     | Graham Booth UKIP                                     |                                                       | Trevor Colman UKIP                                    | Trevor Colman UKIP                                    | Trevor Colman UKIP                                                                |                                                                                   | Julia Reid UKIP (2014–18) Indépendant (2018–19) Brexit Party                      |                                                       | Ann Widdecombe Brexit Party                           |                                                       |
| MEP Parti                                             |                                                       | 2e comte de Stockton Conservateur                     | 2e comte de Stockton Conservateur                     | 2e comte de Stockton Conservateur                     |                                                       | Roger Knapman UKIP                                    | Roger Knapman UKIP                                    | Roger Knapman UKIP                                    |                                                       | 10e comte de Dartmouth UKIP (2009–18) Indépendant (2018–19)                       | 10e comte de Dartmouth UKIP (2009–18) Indépendant (2018–19)                       | 10e comte de Dartmouth UKIP (2009–18) Indépendant (2018–19)                       |                                                       | James Glancy Brexit Party                             |                                                       |
| MEP Parti                                             |                                                       | Caroline Jackson Conservateur                         | Caroline Jackson Conservateur                         | Caroline Jackson Conservateur                         | Caroline Jackson Conservateur                         | Caroline Jackson Conservateur                         | Caroline Jackson Conservateur                         | Caroline Jackson Conservateur                         |                                                       | Ashley Fox Conservateur                                                           | Ashley Fox Conservateur                                                           | Ashley Fox Conservateur                                                           |                                                       | Christina Jordan Brexit Party                         |                                                       |
| MEP Parti                                             |                                                       | Neil Parish Conservateur                              | Neil Parish Conservateur                              | Neil Parish Conservateur                              | Neil Parish Conservateur                              | Neil Parish Conservateur                              | Neil Parish Conservateur                              | Neil Parish Conservateur                              |                                                       | Julie Girling Conservateur (2009–17) Indépendant (2017–19) Change UK (2019) Renew | Julie Girling Conservateur (2009–17) Indépendant (2017–19) Change UK (2019) Renew | Julie Girling Conservateur (2009–17) Indépendant (2017–19) Change UK (2019) Renew |                                                       | Caroline Voaden Libéral Démocrate                     |                                                       |
| MEP Parti                                             |                                                       | Giles Chichester Conservateur                         | Giles Chichester Conservateur                         | Giles Chichester Conservateur                         | Giles Chichester Conservateur                         | Giles Chichester Conservateur                         | Giles Chichester Conservateur                         | Giles Chichester Conservateur                         | Giles Chichester Conservateur                         | Giles Chichester Conservateur                                                     |                                                                                   | Clare Moody Travailliste                                                          |                                                       | Martin Horwood Libéral Démocrate                      |                                                       |
| MEP Parti                                             |                                                       | Graham Watson Libéral Démocrate                       | Graham Watson Libéral Démocrate                       | Graham Watson Libéral Démocrate                       | Graham Watson Libéral Démocrate                       | Graham Watson Libéral Démocrate                       | Graham Watson Libéral Démocrate                       | Graham Watson Libéral Démocrate                       | Graham Watson Libéral Démocrate                       | Graham Watson Libéral Démocrate                                                   |                                                                                   | Molly Scott Cato Green                                                            | Molly Scott Cato Green                                | Molly Scott Cato Green                                |                                                       |
| MEP Parti                                             |                                                       | Glyn Ford Travailliste                                | Glyn Ford Travailliste                                | Glyn Ford Travailliste                                | Glyn Ford Travailliste                                | Glyn Ford Travailliste                                | Glyn Ford Travailliste                                | Glyn Ford Travailliste                                | Siège aboli                                           | Siège aboli                                                                       | Siège aboli                                                                       | Siège aboli                                                                       | Siège aboli                                           | Siège aboli                                           | Siège aboli                                           |

## Résultats des élections

Résultats 2019

Résultats 2014

Résultats 2009

Voir aussi: Élections européennes en 2004 est Élections européennes en 2009
Les candidats élus sont indiqués en gras. Entre parenthèses indiquent le nombre de votes par siège.
| Élections européennes de 2019: South West England | Élections européennes de 2019: South West England | Élections européennes de 2019: South West England                                                        | Élections européennes de 2019: South West England | Élections européennes de 2019: South West England | Élections européennes de 2019: South West England |
| Liste                                             | Liste                                             | Candidats                                                                                                | Votes                                             | %                                                 | ±                                                 |
| ------------------------------------------------- | ------------------------------------------------- | --- | ------------------------------------------------- | ------------------------------------------------- | ------------------------------------------------- |
|                                                   | Brexit                                            | Ann Widdecombe (1) James Glancy (3) Christina Jordan (5) Ann Tarr, Roger Lane-Nott, Nicola Darke         | 611,742 (203,914)                                 | 36,84                                             | New                                               |
|                                                   | Libéral Démocrate                                 | Caroline Voaden (2) Martin Horwood (6) Stephen Williams, Eleanor Rylance, David Chalmers, Luke Stagnetto | 385,095 (192 547,5)                               | 23,19                                             | +12.49                                            |
|                                                   | Green                                             | Molly Scott Cato (4) Cleo Lake, Carla Denyer, Tom Scott, Martin Dimery, Karen La Borde                   | 302,364                                           | 18,21                                             | +7.11                                             |
|                                                   | Conservateur                                      | Ashley Fox, James Mustoe, Faye Purbrick, Claire Hiscott, James Taghdissian, Emmline Owens                | 144,674                                           | 8,71                                              | –20.19                                            |
|                                                   | Travailliste                                      | Clare Moody, Andrew Adonis, Jayne Kirkham, Neil Guild, Yvonne Atkinson, Sadik Al-Hassan                  | 108,100                                           | 6,51                                              | –7.24                                             |
|                                                   | UKIP                                              | Lawrence Webb, Carl Benjamin, Anthony McIntyre, Lester Taylor, Stephen Lee, Alison Sheridan              | 53,739                                            | 3,24                                              | –29.05                                            |
|                                                   | Change UK                                         | Rachel Johnson, Jim Godfrey, Oliver Middleton, Matthew Hooberman, Elizabeth-Anne Sewell, Crispin Hunt    | 46,612                                            | 2,81                                              | Nouveau                                           |
|                                                   | Démocrates anglais                                | Jenny Knight, Michael Blundell                                                                           | 8,393                                             | 0,51                                              | –0.49                                             |
|                                                   | Indépendant                                       | Neville Seed                                                                                             | 3,383                                             |                                                   | New                                               |
|                                                   | Indépendant                                       | Larch Maxey                                                                                              | 1,722                                             |                                                   | New                                               |
|                                                   | Indépendant                                       | Mothiur Rahman                                                                                           | 755                                               |                                                   | New                                               |
| Participation                                     | Participation                                     | Participation                                                                                            | 1 676 173                                         | 40,45                                             | +3.45                                             |

| Suffrages exprimés | Suffrages exprimés                                                                                | Suffrages exprimés       | 1 499 442 |             |       |  |
|                    |                                                                                                   |                          |           |             |       |  |
|                    | Candidat                                                                                          | Parti                    | Suffrages | Pourcentage | Var.  |  |
|                    | William Dartmouth, Julia Reid, Gawain Towler, Tony McIntyre, Robert Smith, Keith Crawford         | UKIP                     | 484 184   | 32,29 %     | +10.2 |  |
|                    | Ashley Fox, Julie Girling, James Cracknell, Georgina Butler, Sophie Swire, Melisa Maynard         | Conservateur             | 433 151   | 28,89 %     | -1.36 |  |
|                    | Clare Moody, Glyn Ford, Ann Reeder, Hadleigh Roberts, Jude Robinson, Junab Ali                    | Labour                   | 206 124   | 13,75 %     | +6.1  |  |
|                    | Molly Scott Cato, Emily McIvor, Ricky Knight, Audaye Elesedy, Judy Maciejowska, Mark Chivers      | Green                    | 166 447   | 11,1 %      | +1.8  |  |
|                    | Graham Watson, Kay Barnard, Brian Matthew, Andrew Wigley, Jay Risbridger, Lyana Armstrong-Emery   | Libéral Démocrate        | 160 376   | 10,7 %      | -6.5  |  |
|                    | David Smith, Helen Webster, Mike Camp, Andrew Edwards, Phil Dunn, John Taverner                   | Independence from Europe | 23 169    | 1,55 %      | N/A   |  |
|                    | Alan England, Mike Blundell, Clive Lavelle, Barbara Wright, Stephen Wright, Raymond Carr          | English Democrats        | 15 081    | 1,01 %      | -0.6  |  |
|                    | Adrian Rommilly, Cliff Jones, Arnold Brindle, Wayne Tomlinson, Andrew Webster, Giuseppe De Santis | BNP                      | 10 910    | 0,73 %      | -3.2  |  |

| Suffrages exprimés | Suffrages exprimés                                                                                          | Suffrages exprimés      | 1 549 708 |             |      |  |
|                    | |                         |           |             |      |  |
|                    | Candidat | Parti                   | Suffrages | Pourcentage | Var. |  |
|                    | Giles Chichester, Julie Girling, Ashley Fox Mike Dolley, Don Collier, Zehra Zaidi                           | Conservateur            | 468 742   | 30,25 %     | -1.3 |  |
|                    | Trevor Colman, William Dartmouth Gawain Towler, Julia Reid, Alan Wood, Stephanie McWilliam                  | UKIP                    | 341 845   | 22,06 %     | -0.5 |  |
|                    | Graham Watson Kay Barnard, Justine McGuinness, Humphrey Temperley, Paul Massey, Jonathan Stagnetto          | Libéral Démocrate       | 266 253   | 17,18 %     | -1.2 |  |
|                    | Ricky Knight, Roger Creagh-Osborne, Molly Scott Cato, Richard Lawson, Chloé Somers, David Taylor            | Green                   | 144 179   | 9,3 %       | +2.1 |  |
|                    | Glyn Ford, Isabel Owen, Keir Dhillon, Dorothea Hodge, Dafydd Emlyn Williams, Eshter Pickup-Keller           | Travailliste            | 118 716   | 7,66 %      | -6.8 |  |
|                    | Jeremy Wotherspoon, Barry Bennett, Adrian Rommilly, Sean Twitchin, Lawrence West, Peryn Parsons             | BNP                     | 60 889    | 3,93 %      | +0.9 |  |
|                    | Jonathan McQueen, Barry Hodgson, Derek Wharton, Roger Edwards, Stuart Baker, Barry Egerton                  | Pensioners              | 37 785    | 2,44 %      | N/A  |  |
|                    | Michael Turner, Sara Box, Keith Riley, Stephen Wright, Raymond Carr, Lee Pickering                          | English Democrats Party | 25 313    | 1,63 %      | N/A  |  |
|                    | William Capstick, Katherine Mills, Diane Ofori, Larna Martin, Peter Vickers, Adenike Williams               | Christian               | 21 329    | 1,38 %      | N/A  |  |
|                    | Dick Cole, Conan Jenkin, Loveday Jenkin, Simon Reed, Glenn Renshaw, Joanie Willett                          | Mebyon Kernow           | 14 922    | 0,96 %      | N/A  |  |
|                    | Robert Hawkins, Brian Corbett, Alison Entwistle, David Marchesi, Robert Hawkins, James Bannister            | Socialist Labour        | 10 033    | 0,65 %      | N/A  |  |
|                    | Alex Gordon, Roger Davey, Rachel Lynch, Nick Quirk, John Chambers, Paul Dyer                                | NO2EU                   | 9 741     | 0,63 %      | N/A  |  |
|                    | Katie Hopkins                                                                                               | Indépendant             | 8 971     | 0,58 %      | N/A  |  |
|                    | Robin Matthews, Peter Morgan-Barnes, Chloe Gwynne, Christopher Charnock, Nicholas Carlton, Nicholas Charlee | Libertas                | 7 292     | 0,47 %      | N/A  |  |
|                    | David Michael, Judy Foster                                                                                  | Fair Pay Fair Trade     | 7 151     | 0,46 %      | N/A  |  |
|                    | Sally Smith, Martin Paley, Michael Clayton, Brian Underwood, Roger Whitfield, William Barnett               | Jury Team               | 5 758     | 0,37 %      | N/A  |  |
|                    | Nicola Guagliardo, Joy Margareth Skey                                                                       | Wai D Your Decision     | 789       | 0,05 %      | N/A  |  |

| Suffrages exprimés | Suffrages exprimés                                                                                              | Suffrages exprimés | 1 448 417 |             |       |  |
|                    | |                    |           |             |       |  |
|                    | Candidat | Parti              | Suffrages | Pourcentage | Var.  |  |
|                    | Neil Parish, Caroline Jackson, Giles Chichester Richard Graham, comte de Stockton, Jack Lopresti, Julie Girling | Conservateur       | 457 371   | 31,58 %     | -10.1 |  |
|                    | Graham Booth, Roger Knapman Trevor Colman, Elizabeth Burton, Matthew Jackson, Michael Faulkner, Andrew Reed     | UKIP               | 326 784   | 22,56 %     | +12.0 |  |
|                    | Graham Watson Anthony Welch, Kay Barnard, Simon Green, Christine Coleman, Katie Hall, Alistair Cameron          | Libéral Démocrate  | 265 619   | 18,34 %     | +1.8  |  |
|                    | Glyn Ford Bernadette Hartley, Ian White, Clare Moody, Keir Dhillon, Julie Watts, David Roberts                  | Travailliste       | 209 908   | 14,49 %     | -3.5  |  |
|                    | David Taylor, Emily McIvor, Carol Kambites, Anthony Bown, Lyana Armstrong-Emery,, Katharine Chant, Paul Edwards | Green              | 103 821   | 7,17 %      | -1.1  |  |
|                    | Anthony North, Michaela Mackenzie, Barry Bennett, Edward Mullins, Robert Baggs, Bruce Cowd, Frederick Paynter   | BNP                | 43 653    | 3,01 %      | +2.1  |  |
|                    | Chris Thomas-Everard, Brian Crawford, Diana Scott, Ranulph Fiennes, Archibald Montgomery, John Yewdall          | Countryside Party  | 30 824    | 2,13 %      | N/A   |  |
|                    | Paulette North, Sami Velioglu, Hannah Packham, Ann Thomas, John Bampfylde, Bernard Parkes, Anthony Staunton     | Respect            | 10 437    | 0,72 %      | N/A   |  |

| Suffrages exprimés | Suffrages exprimés                                                                                            | Suffrages exprimés    | 1 042 387 |             |      |  |
|                    | |                       |           |             |      |  |
|                    | Candidat | Parti                 | Suffrages | Pourcentage | Var. |  |
|                    | Caroline Jackson, Giles Chichester, comte de Stockton, Neil Parish David Martin, Bryan Cassidy, Paul Marland  | Conservateur          | 434 645   | 41,7 %      | N/A  |  |
|                    | Glyn Ford Ian White, Sue Mallory, James Knight, Marion Dewar, John Shepherd, Elizabeth Lisgo                  | Travailliste          | 188 362   | 18,07 %     | N/A  |  |
|                    | Graham Watson Robin Teverson, Terrye Jones, Paula Yates, Alan Butt-Philip, Janice Beasley, Simon Green        | Libéral Démocrate     | 171 498   | 16,45 %     | N/A  |  |
|                    | Michael Holmes Graham Booth, Michael Faulkner, Malcolm Wood, Ronald Dickinson, Robert Edwards, George Eustice | UKIP                  | 111 012   | 10,65 %     | N/A  |  |
|                    | David Taylor, Richard Lawson, Simon Pickering, Susan Proud, Hamish Soutar, Carol Kambites, Justin Quinnell    | Green                 | 86 630    | 8,31 %      | N/A  |  |
|                    | Paul Holmes, David Morrish, Lomond Handley, Frederick Stephens, Geoffrey Halliwell, Jean Pollock, Roy Collins | Libéral               | 21 645    | 2,08 %      | N/A  |  |
|                    | Julian Ayer, Kenneth Daly, David McCrum, Denise Atkinson, Vilma Aris, Philip Taylor, Derek Palmer             | Pro-Euro Conservative | 11 134    | 1,07 %      | N/A  |  |
|                    | Bruce Cowd, Donald Stevens, Stephen Parnell, Terence Cavill, Barbara Packer, Peter Hart, George Jeffrey       | BNP                   | 9 752     | 0,94 %      | N/A  |  |
|                    | David White, Jean Ramshaw, Robert Hawkins, Paul Williams, Giles Shorter, Bernard Kennedy, Brian Corbett       | Socialist Labour      | 5 741     | 0,55 %      | N/A  |  |
|                    | Mark Griffiths, Francis Lyons, Nicholas Cresswell, Margot Hartley, Thomas Dyball, Lynn Royse, Henry Brighouse | Natural Law Party     | 1 968     | 0,19 %      | N/A  |  |